# Kompartmentsyndrom
Als Kompartmentsyndrom oder Muskelkompressionssyndrom wird der Zustand definiert, in welchem bei geschlossenem Haut- und Weichteilmantel ein erhöhter Gewebedruck zur Verminderung der Gewebedurchblutung führt, woraus neuromuskuläre Störungen oder Gewebe- und Organschädigungen resultieren. Am häufigsten tritt das Kompartmentsyndrom am Unterarm oder Unterschenkel auf. In der Intensivmedizin ist auch ein abdominelles Kompartmentsyndrom bekannt, wie es zum Beispiel nach einer Ruptur der Aorta auftreten kann.
Das Kompartmentsyndrom verursacht durch erhöhten Druck in den Muskellogen des Unterarms oder Unterschenkels (deshalb hier auch die Bezeichnung Logensyndrom) Schäden an den Blutgefäßen, Muskeln und Nerven. Durch die Abgrenzung der Muskelgruppen durch derbe Bindegewebsschichten (Faszien) führt erhöhter Druck zu Durchblutungsstörung des entsprechenden Bereichs und somit zu einer Schädigung von Nerven und Muskeln. Ein Logensyndrom kommt am Unterschenkel besonders im Bereich der Tibialis-anterior-Loge vor und wird dann auch als Tibialis-anterior-Syndrom oder Tibialis-Logen-Syndrom bezeichnet. Auf Grund der unterschiedlichen Kollagen-Typen und unterschiedlichen Anteile an Elastin gibt es auch Faszien, die weniger dehnbar sind. Schünke et al. (2014) schreiben dazu: „Die tiefe Flexorenloge ist eine von vier wenig dehnbaren Muskellogen am Unterschenkel (sogenannte osteofibröse Kanäle oder Kompartimente), die in Folge von Gefäßverletzungen Ort eines Kompartmentsyndroms sein kann“ (S. 568).

## Epidemiologie
Das Kompartmentsyndrom ist die zweithäufigste Komplikation bei Unterschenkelfrakturen (nach der tiefen Beinvenenthrombose).

## Ursachen
Die Druckerhöhung ist durch Blutergüsse oder Ödeme bedingt, die bei direkter oder indirekter Gewalteinwirkung auf das Gewebe entstehen, etwa bei Unfällen (z. B. „Pferdekuss“). Dies hat eine Anschwellung der durch Faszien begrenzten Muskelgruppen, der Kompartments bzw. Logen zur Folge. Es dehnt sich nur der Muskel aus, jedoch nicht die Faszie bzw. die Faszie dehnt sich nur bis zu einem gewissen Punkt. Dadurch erhöht sich der Druck innerhalb der Muskellogen auf die umliegenden und die Muskeln versorgenden Gefäße und Nerven. Durch den erhöhten Druck kommt es zu einer Minderdurchblutung der Muskulatur. Diese schlechtere Versorgung mit Blut führt zu einem verminderten Stoffwechsel. Beim akuten Kompartmentsyndrom führt dies dann im schlimmsten Fall zur Nekrotisierung, dem Absterben des Gewebes und zur neuromuskulären Schädigung. Beim chronischen Kompartmentsyndrom sind die Risiken nicht so hoch, da die Einschränkung der Durchblutung geringer ist. Folglich treten Beschwerden meist nur unter Belastung und meist ohne ernsthafte Konsequenzen auf.
Das Kompartmentsyndrom tritt praktisch ausschließlich akut nach Knochenbrüchen, Muskelquetschungen oder bei bzw. unmittelbar nach übermäßiger Belastung (nach langen Märschen oder bei Leistungssportlern – Gehern, Mittelstrecken- und Marathonläufern oder Triathleten) auf: Das Volumen des Muskels nimmt zu schnell zu. Dies führt dazu, dass die die Muskelgruppen umgebenden Faszien noch nicht ausreichend an das erhöhte Volumen angepasst sind. Auch dies läuft dann auf einen erhöhten Druck in den Logen hinaus. Bezogen auf Sport als auslösendes Agens wird daher auch vom funktionellen Kompartmentsyndrom gesprochen.
In Einzelfällen können sehr lange (mehr als 5-stündige) Operationen, z. B. in Steinschnittlage, vor allem in der Urologie, daneben auch in der Gynäkologie und in sehr seltenen Fällen in der Viszeralchirurgie dazu führen.
Weiterhin sind Fälle bekannt, in denen die Verabreichung von Antikoagulantien zur Hemmung der Blutgerinnung das Auftreten eines Kompartmentsyndroms begünstigt haben. Sehr selten wird eine Druckerhöhung durch eine bakterielle Entzündung, z. B. infolge von Insektenstichen, ausgelöst.
Im Gegensatz zu den oben genannten Formen ist das abdominelle Kompartmentsyndrom unmittelbar lebensbedrohlich für den Patienten. Es wird zwischen einer primären und sekundären Form unterschieden. Ein primäres Kompartmentsyndrom kann zum Beispiel im Zuge einer Peritonitis, Pankreatitis oder eines Mesenterialinfarkts entstehen. Die sekundäre Form ist durch einen chirurgischen Eingriff bedingt.
Unterschieden werden:
- Das Akute Kompartmentsyndrom
- Chronische Kompartmentsyndrome:
  - Exertionelles Kompartmentsyndrom
  - venöses Kompartmentsyndrom

## Klinik und Diagnose
Schmerzhafte, verhärtete Muskulatur → Muskeldehnungsschmerz → Spontaner Muskelschmerz als Ischämiezeichen → Sensibilitätsstörungen (Spätzeichen).
Diese Symptome sind, insbesondere bei Zustand nach Operationen in Steinschnittlage oder Traumata, Alarmsignale.
Die Diagnose kann durch Palpation und – verlässlicher – eine Drucksonde im betreffenden Kompartment gestellt werden.
Ein abdominelles Kompartmentsyndrom hat mehrere Folgen. Zum einen wird der Blutrückfluss zum Herzen beeinträchtigt und Vorlast und somit das Herzzeitvolumen nehmen ab. Zum anderen kommt es im weiteren Verlauf zu Atemproblemen des Patienten, da der erhöhte Druck im Bauchraum über das Zwerchfell in den Thorax weitergeleitet wird und die Lungen komprimiert. Hierdurch sind höhere Beatmungsdrücke notwendig, um eine ausreichende Sauerstoffsättigung des Blutes zu erreichen.
Der intraabdominelle Druckanstieg bedingt zudem neben lokalen Durchblutungsstörungen eine Funktionseinschränkung von Organen wie der Leber, des Pankreas und der Nieren. Im Darm können durch die gestörte Durchblutung Läsionen der Darmschleimhaut entstehen, über die bakterielle Infektionen und eine Peritonitis entstehen können. Weiterhin kann es zu Minderdurchblutung des Gehirns kommen. Um ein abdominelles Kompartmentsyndrom zu erkennen, kann eine Blasendruckmessung durchgeführt werden.

## Therapie

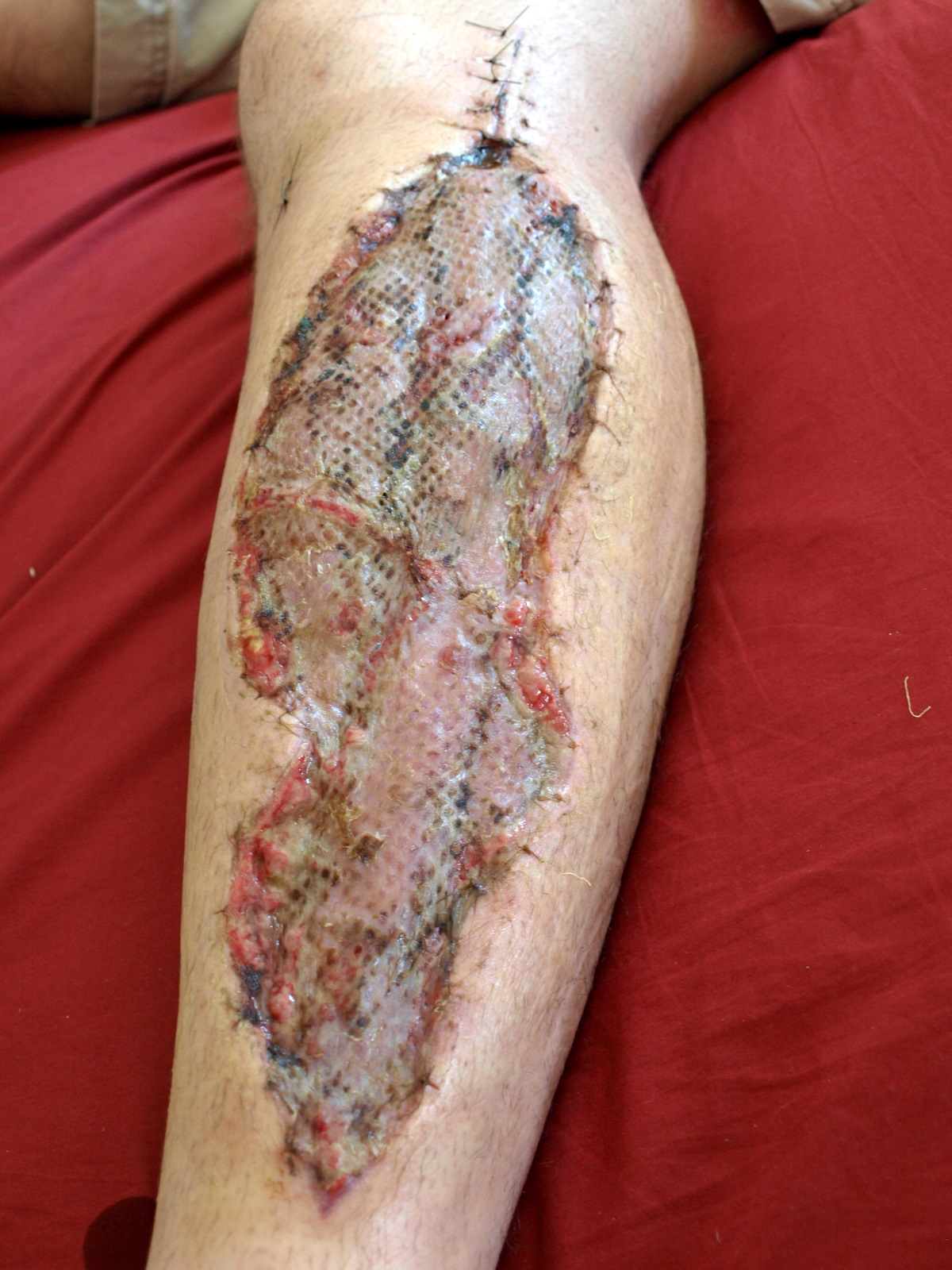
Operativ versorgtes Kompartmentsyndrom

Bei der Therapie des Kompartmentsyndroms muss zwischen akutem und chronischem bzw. funktionellem Kompartmentsyndrom unterschieden werden. Beim akuten Kompartmentsyndrom ist die Fasziotomie die Therapie der Wahl: Entlastung des betroffenen Kompartments durch notfallmäßige Spaltung der Muskellogen (im Falle des Unterschenkels: laterale Inzision der Tibialis-anterior-Loge und der oberflächlichen Beugerloge auf der gesamten Unterschenkellänge) bzw. im Falle des Abdomens durch notfallmäßige Eröffnung der Bauchhöhle (Laparotomie).
Durch das Setzen von vorgelegten Nähten kann ein weites Auseinanderklaffen der Wundränder vermieden und eine schrittweise Wiederannäherung vorbereitet werden. Die Wunde wird nach Rückgang der Schwellung in der Regel mittels Sekundärnaht oder Spalthauttransplantation verschlossen. Im Bereich des Abdomens können chirurgische Netze bzw. Lappentransplantationen durchgeführt werden.
Beim chronischen bzw. funktionellen Kompartmentsyndrom wird eine konservative Therapie angewandt: Kühlung, Hochlagerung und Belastungsreduktion der betroffenen Muskulatur sollte angewandt werden. Eine sportliche Belastung sollte dementsprechend vermieden werden. Meist ist jedoch ein Training im aeroben Bereich mit geringer Herzfrequenz möglich und auch für die Heilung des Kompartmentsyndroms sinnvoll. Durch die verbesserte Durchblutung der Muskulatur werden die Faszien besser mit Nährstoffen versorgt. Solange beim Muskelstoffwechsel durch Training in der Nähe des anaeroben Bereiches kein Laktat anfällt, dürften sich keine Symptome zeigen. Das Training sollte also durch eine geringe Intensität insgesamt keine zu große Belastung durch zu große Trainingsumfänge für die Muskulatur aufweisen.

## Komplikationen

### Muskel und Nerven
Die ausbleibende oder auch nur um wenige Stunden verschleppte Behandlung führt zur dauerhaften Schädigung der durch den Gewebedruck irreparabel geschädigten Nerven und des Gewebes, das nekrotisch werden kann und schließlich fibrotisch umgebaut wird; Folgen hiervon sind Lähmungen oder sogar der Verlust des betroffenen Glieds.
Am Unterarm kann sich so eine typische Volkmann-Kontraktur bilden, die durch eine Gelenkssteife mit Beugung im Handgelenk charakterisiert ist.

### Systemisch
Durch großflächigen Muskelzerfall (Rhabdomyolyse) und Zirkulationsstörungen entstehen teilweise schädliche Stoffwechselprodukte, die über den Blutkreislauf schwerwiegende Folgen verursachen können, beispielsweise ein Nierenversagen; durch hohe Freisetzung von Myoglobin kann dies im schlimmsten Fall zum Tod führen.

### Haut
Nach Spaltung der Faszien kann unter Umständen ein direkter Verschluss der Hautränder nicht mehr vorgenommen werden. In diesen Fällen kann eine Deckung mit Spalthaut notwendig sein.

## Geschichte
Die erste Erwähnung des traumatischen Kompartmentsyndromes erfolgte 1881 durch den Hallenser Chirurgen Richard von Volkmann. Bernhard Bardenheuer erwog 1911 erstmals die Faszienspaltung als Therapie, welche aber erst 1926 von P.N. Jepson eingeführt wurde. 1920 forschte Finochietto am Kompartmentsyndrom der oberen Extremität. Der heutige Begriff Kompartmentsyndrom wurde jedoch nicht vor 1963 durch Reszel und Mitarbeiter der Mayo-Klinik geprägt. Weitere Forschung fand durch V. Echtermeyer statt.

## Kompartmentsyndrom bei Tieren
In der Tiermedizin ist ein Kompartmentsyndrom sehr selten. Häufigste Ursache sind Einblutungen in die Faszienlogen, selten sind Tumoren der Auslöser.